# Zodwa Dlamini
Zodwa Dlamini (sinh năm 1963) là một nhà khoa học người Nam Phi và là cựu Trưởng Phái đoàn Cộng hòa Nam Phi cho Lesotho Highlands Water Commission.

## Đời tư và học vấn
Dlamini lớn lên ở Tỉnh Free State thuộc Nam Phi và được giáo dục ở hệ thống giáo dục Bantu. Bà hoàn thành tấm bằng Cử nhân tại Đại học Zululand và một tấm bằng Danh dự từ Đại học Fort Hare. Bà là một trong hàng trăm những sinh viên châu Phi theo học một trường đại học của Mỹ vào những năm 1980 theo diện học bổng nhắm tới việc xác định những lãnh đạo của chính phủ, giáo dục và kinh tế hậu-Apartheid. Bà nhận được Chương trình học bổng Nam Phi, được dựng lên bởi James Freedman, Chủ tịch của Đại học Iowa. Bà chuyển tới Iowa vào năm 1985, bắt đầu học Thạc sĩ chuyên ngành Địa lý. Trong khi học thạc sĩ, bà làm việc tại Office of Affirmative Action thuộc Đại học Iowa và làm người vệ sinh các ngôi nhà. Bà thành lập một ban nhạc (Imilonji) với năm sinh viên khác tới từ Nam Phi và biểu diễn xung quanh kí túc xá, trong nhà thờ và ở các bệnh viện địa phương. Dlamini ở lại Đại học Iowa để theo học Tiến sĩ, nghiên cứu về sự giáo dục của trẻ em vô gia cư tại Nam Phi, và tốt nghiệp vào năm 1992.

## Sự nghiệp
Dlamini quay trở trở lại Nam Phi vào năm 1993 và bầu cử trong cuộc bầu cử Nam Phi năm 1994 - cuộc bầu cử dân chủ không sắc tộc đầu tiên. Bà được bổ nhiệm làm người đứng đầu Sở Giáo dục của Tỉnhh Bắc Cape.